# Grão Pará (Santa Catarina)
Grão Pará es un municipio del estado brasileño de Santa Catarina. Está ubicado en las coordenadas 28°11′06″S 49°12′54″O / -28.18500, -49.21500, con una altitud de 110 metros. Su población en 2021 era de 6 621 habitantes.

## Historia
La ciudad se originó en la Colonia del Grão Pará, formada en tierras de la princesa Isabel, hija de Don Pedro II. La sede del municipio de Grão-Pará se instaló el 8 de julio de 1882, cuando la Compañía de Tierras y Colonización de Grão Pará, dirigida por el Vizconde de Taunay y el Conde de Eu, comenzó a distribuir parcelas de tierra para los inmigrantes alemanes, italianos y polacos.
El nombre se ledio en homenaje al hijo de los propietarios de la empresa del hijo del Conde de Eu, Pedro de Alcántara de Orleans-Braganza, Príncipe de Gran Pará.
El Conde de Eu visitó Grão-Pará el 27 de diciembre de 1884, inmediatamente después del evento de apertura del tren Donna Thereza Christina. Fue recibido en su momento por el director de la Compañía de Tierras y Colonización, Charles Mitchell Leslie Smith.